# Stazione di Pegognaga
Stazione di Pegognaga vasútállomás Olaszországban, Lombardia régióban, Pegognaga településen.

## Vasútvonalak
Az állomást az alábbi vasútvonalak érintik:
- Suzzara–Ferrara-vasútvonal

## Kapcsolódó állomások
A vasútállomáshoz az alábbi állomások vannak a legközelebb:
- Suzzara Vie Nuove railway stop
- Stazione di San Benedetto Po